# Семенасте
Семена́сте — село в Україні, у Рівнянській сільській громаді Новоукраїнського району Кіровоградської області. Колишній центр Семенастівської сільської ради.
Населення — 496 осіб.

## Географія
Селом тече Балка Симонова.

## Історія
Село Семенасте було засноване в середині 18 століття.
Спочатку село називали Борсукове, тому, що там було багато нерозораної землі, і на цих землях було багато диких звірів, особливо борсуків.
Пізніше село називали Борщеве, бо Катерина ІІ його подарувала поручику Борщеву за вірну службу. А ще пізніше село стали називати Семенасте тому, що колись на цю вільну землю приїхали перші поселенці Семен і Настя. Були вони втікачами з кріпацької неволі. Згодом до них приєдналися інші, і почав дивовижної краси шматочок землі забудовуватися.
Указом царя Миколи І у 1830 році с. Семенасте було переведене у розряд містечок і вважалось ним до 1922 року. Наприкінці 19 ст. було відкрито однокласну школу, в якій навчалось 25 селянських дітей. Селяни самі доглядали школу.
1859 року у власницькому містечку Семенасте (Келеповське) Єлисаветградського повіту Херсонської губернії, мешкало 344 особи (165 чоловічої статі та 179 — жіночої), налічувалось 51 дворове господарство, існували православна церква й винокурний завод.
За переписом 1885 р. у Семенасті налічувалось 111 селянських дворів, 2 поміщицьких господарства, 2 торговельних заклади. Селяни на своїх землях займались землеробством, у поміщицьких основною спеціалізацією було вівчарство[джерело?].
Станом на 1886 рік у колишньому власницькому містечку, центрі Семенастівської волості, мешкало 306 осіб, налічувалось 64 дворових господарства, існували православна церква, школа й недіючий винокурний завод.
За даними 1894 року у селі Семенасте (Борсукова, Борщове) мешкало 394 особи (205 чоловічої статі та 189 — жіночої), налічувалось 69 дворових господарств, існували православна церква, земська школа на 26 учнів (23 хлопчики й 3 дівчаток), земська поштова станція, лавка.
У 1902 році в селі був заарештований матрос з м. Севастополя П. А. Савченко, який вів пропаганду проти царя, закликав селян громити поміщиків і відбирати у них землю.
До 1907 року володарем Семенастівських земель і був земським начальником — поміщик Килиповський.
У 1907 році селяни вбили поміщика Килиповського: за що 50 з них було засуджено, а 11 чоловік — страчено.
У лютому 1918 року в с. Семенасте було встановлено радянську окупацію. У 1927—1930 роках в селі було п'ять колгоспів. У цих же роках були розкуркулені селяни, які просто добре працювали, заможно жили. Не обминув наше село і страшний голодомор 1932—1933 року. Жителі села вимирали від голоду цілими сім'ями.
Під час Німецько-радянської війни 206 жителів села воювали проти нацистів. 63 з них удостоєні бойових нагород. На честь 105 земляків, загиблих в боях, встановлено пам'ятник. Також встановлено пам'яник воїнам-визволителям села.
З 1945 по 1991 рік на території сіл Семенасте і Нерубаївка був один колгосп — « Ленінський шлях». Спеціалізація господарства була зернова, м'ясо-молочна.
У 1991—1992 роках колгосп розпався на декілька фермерських господарств.
А деяка частина селян почала господарювати самостійно.
На території села Семенасте розташована загальноосвітня школа І-ІІ ст., фельдшерсько-акушерський пункт, чотири торговельні заклади і Семенастівська сільська рада.

## Населення
Згідно з переписом УРСР 1989 року чисельність наявного населення села становила 622 особи, з яких 299 чоловіків та 323 жінки.
За переписом населення України 2001 року в селі мешкало 545 осіб.

### Мова
Розподіл населення за рідною мовою за даними перепису 2001 року:
| Мова       | Відсоток |
| ---------- | -------- |
| українська | 97,65 %  |
| молдовська | 1,27 %   |
| російська  | 0,72 %   |
| білоруська | 0,36 %   |

## Освіта

### Семенастівська загальноосвітня школа І-ІІ ступенів
Директор школи — Рубан Віталій Григорович
Список вчителів школи: Рубан Віталій Григорович — директор школи, вчитель історії Чорний Сергій Олександрович — вчитель фізичної культури, класний керівник 9 класу Стоян Маргарита Станіславівна — вчитель англійської мови, класний керівник 8 класу Дорчинець Катерина Володимирівна — вчитель математики та фізики, класний керівник 7 класу Сидоряк Валентина Дмитрівна — вчитель української мови та літератури, класний керівник 6 класу Смаровоз Надія Володимирівна — педагог-організатор, класний керівник 5 класу Діхтяренко Ірина Петрівна — вчитель світової літератури Дорчинець Олена Юріївна — вчитель початкових класів, класний керівник 4 класу Андріященко Галина Володимирівна — вчитель початкових класів, класний керівник 3 класу Зуй Марина михайлівна — вчитель початкових класів, класний керівник 2 класу Петров Андрій Миколайович — вчитель початкових класів, класний керівник 1 класу Мудра Катерина Станіславівна — вчитель географії

### Історія Семенастівської загальноосвітньої школи
Ще в панські часи була школа, де навчалися діти кріпаків та двоповерхове приміщення лише для панських дітей. Після Жовтневого перевороту у ній відкрили клуб. Коли на території села відбувались військові дії в період війни 1941—1945 р.р., приміщення було зруйноване під час бомбардирування. Після війни початкова школа почала працювати в с. Нерубаївка.
В 1952 році відбулось відкриття нової школи, спорудженої за рахунок коштів колгоспу ім. Ворошилова та Рівненського відділу освіти. Директором школи був Чинченко Павло Якович. В 1955 році директором стає Котляров Іван Антонович, а 1956 — Кондратенко Федір Савелійович.
З 1965 року незмінний директор Семенастівської школи — Литвиненко Віталій Семенович. Протягом двадцяти років його мудрість полонила серця юних, змушує працювати їх розум. Його учні стверджують, що уроки історії були дуже цікавими і змістовними. Учитель відкривав перед ними строкату сторінку давнини, захоплено вів їх у невідомі таємниці минулого. Світлу пам'ять про Віталія Семеновича бережуть жителі села, ті, що були його учнями, і ті, кому випало щастя працювати з цією обдарованою людиною.
Поряд зі своїм чоловіком на педагогічній ниві була його дружина — Литвиненко Раїса Йосипівна. Лише закінчивши школу, починає свій педагогічний шлях. Спочатку старшою піонервожатою. Згодом закінчує навчання в Одеському педагогічному інституті, працює вчителем. З 1961 року в Семенастівській школі. Закохана в свою справу, вона виховує в своїх учнях почуття відповідальності, любов до праці, повагу до інших людей. Її учні згадують Раїсу Йосипівну як щиру, гарну людину, талановитого вчителя. Правду говорять, хто сіє зерно, в того воно проростає. Учитель в душах дітей засіває зерна любові, яку знищити не здатен ніхто.
Багато гарних вчителів працювало у стінах школи. Всі вони — духовне начало, яке пронесуть через віки їхні вихованці.